# 储波
储波（1944年10月—），男性，安徽桐城人，天津大学水利工程系毕业。中华人民共和国政治人物。1969年加入中国共产党，是中共第十五届中央候补委员，十六届、十七届中央委员。曾任中共内蒙古自治区党委书记、第十一届全国人大常委会委员、财政经济委员会副主任委员。

## 生平
储波早年在国有企业任职，曾任湖南省岳阳化工厂总厂副厂长、党委副书记，以后转战政界，历任中共岳阳市委副书记、市长、市委书记等职:29。1990年10月，当选第六届中共湖南省委常委；1993年出任湖南省常务副省长；一年后，晋升省委副书记；1998年10月出任湖南省代省长；1999年2月，正式当选湖南省省长。2001年8月，中共中央宣布，调储波任中共内蒙古自治区党委书记，接替退休的刘明祖；2003年1月，又当选为自治区人大常委会主任。
在担任内蒙古中共最高领导职务九年后，年已65岁、即将退休的储波于2009年11月被宣布免去自治区的领导职务；同时辞去自治区人大常委会主任职务。一个月后，他被增补为第十一届全国人大常委、财政经济委员会副主委。